# Centre històric de Porto
El centre històric de Porto, és l'àrea més antiga de la ciutat de Porto que està inscrita a la llista del Patrimoni de la Humanitat de la UNESCO des del 1996. Inclouen les freguesies de Sé, São Nicolau, Vitória i de Miragaia.
Malgrat tots els avenços i canvis que durant els temps s'han produït al centre històric de Porto, el conjunt urbà basat en el vell nucli medieval ofereix una imatge de coherència i homogeneïtat. Suggereix immutabilitat i permanència en el temps, el que proporciona un exemple únic d'un paisatge urbà dotat d'identitat, caràcter fort i qualitat estètica.
Construïda en els pujols que dominen la desembocadura del riu Duero, és un exemple de paisatge urbà amb més de deu segles d'història. El seu creixement continu, lligat sempre al mar (d'aquí prové el seu nom, va ser el seu port el principal equipament que va fomentar el desenvolupament de la ciutat) pot ser vist en nombrosos monuments, de la catedral i el cor romànic, al neoclàssic Palau de la Borsa o a la típicament portuguesa església de Santa Clara, d'estil manuelí.

## Monuments
| - Alminhas da Ponte - Antigo Clube dos Ingleses - Cadeia da Relação - Capella dels Sastres - Capela de Nossa Senhora da Silva - Capela do Senhor dos Passos - Capela da Nossa Senhora do Ó - Casa do Beco dos Redemoinhos - Casa do Cabido - Casa do Despacho da Ordem Terceira de São Francisco - Casa do Infante - Casa dos Maias - Casa da Rua de D. Hugo n.° 5 - Casa da Rua da Reboleira, n.º 59 - Casa da Rua de São Miguel, n.° 4 - Chafariz da Colher - Chafariz da Rua Escura - Chafariz da Rua de São João - Chafariz da Rua das Taipas - Chafariz das Virtudes - Cubelo reconstruído da Cerca Velha - Edifício na Rua das Taipas, 76 - Estació de São Bento - Estàtua eqüestre de D. Pedro IV - Factoria Anglesa - Fontanário do Largo da Sé - Fonte da Rua das Taipas - Eslglésia de la Misericòrdia - Igreja de Nossa Senhora do Patrocínio (Recolhimento do Ferro) - Igreja de Nossa Senhora da Vitória |  | - Igreja da Ordem do Terço - Igreja de Santa Clara - Igreja de Santo Ildefonso - Igreja de São Bento da Vitória - Igreja de São Francisco - Igreja de São João Novo - Igreja de São José das Taipas - Igreja de São Lourenço ou Igreja dos Grilos - Igreja de São Nicolau - Església i Torre dels Clergues - Mercado Ferreira Borges - Monumento ao Infante D. Henrique - Mosteiro da Serra do Pilar (em Vila Nova de Gaia) - Muralha Primitiva - Muralhas Fernandinas - Museu de Guerra Junqueiro - Ourivesaria Cunha - Paço Episcopal do Porto - Palácio da Bolsa - Palácio de São João Novo - Pilares da Ponte Pênsil - Ponte Luís I - Praça da Ribeira - Restaurante Comercial - Ruína Medieval da Casa da Câmara - Catedral de Porto - Teatro Nacional de São João - Torre da Rua de Baixo - Torre da Rua de D. Pedro Pitões |